# Arp 7
Arp 7 (PGC 24836) es una galaxia espiral en la constelación de Hidra. Las mediciones independientes del corrimiento al rojo de su distancia varían ampliamente, desde 5.9 Mpc hasta 83.7 Mpc. Su clasificación morfológica es SB(rs)bc, lo que significa que es una galaxia espiral barrada con una estructura similar a un anillo.
Arp 7 fue fotografiada por Halton Arp e incluida en su Atlas de Galaxias Peculiares bajo la categoría de galaxias de "brazo dividido". Otras cinco galaxias también están incluidas en esta sección del atlas: Arp 8 (NGC 497), Arp 9 (NGC 2523), Arp 10 (UGC 1775), Arp 11 (UGC 717) y Arp 12 (NGC 2608).